# Zygomyia submarginata
Zygomyia submarginata är en tvåvingeart som beskrevs av Harrison 1955. Zygomyia submarginata ingår i släktet Zygomyia och familjen svampmyggor. Inga underarter finns listade i Catalogue of Life.